# Bottoms Up
Bottoms Up — третій студійний альбом американського репера Обі Трайса. Спочатку планувалося видати реліз улітку 2008 року лейблами Shady Records та Interscope Records, проте у червні 2008 виконавець покинув їх. У жовтні 2009 стало відомо, що платівку випустить Black Market Entertainment, власний лейбл Трайса. Початковою датою релізу було 25 жовтня 2011, проте згодом його перенесли на 3 квітня 2012. Виконавчий продюсер: Обі Трайс.

## Передісторія
Виконавець обрав назву Bottoms Up, щоб дотриматися традиції присвоєння альбомам назв на алкогольну тематику. Репер почав працювати над платівкою під час релізу свого другого студійного альбому Second Round's on Me. 21 травня 2007 в інтерв'ю MTV він заявив, що у нього на той час було кілька пісень, при цьому він співпрацював лише з Дазом Діллінджером. Обі також сказав, що він хотів би попрацювати з Емінемом, 50 Cent, Slaughterhouse, Янґ Баком, Ейконом, Cashis, Jazze Pha та Devin the Dude. Стосовно співробітництва він пояснив:
| Ліві лапки | Я насправді не знайомий з багатьма виконавцями — я живу в Детроті. Це не Атланта, де всі всюди, чи Лос-Анджелес, чи щось на кшталт цього. Я дійсно вважаю, що для мене настав час змінити напрям і почати встановлювати зв'язки з іншими хлопцями, співпрацювати з деякими крутими продюсерами — невідомими та відомими — й просто зробити з ними відмінні записи, які вписувалися б до радіоформату. Я лишень хочу здійснити такий перехід. | Праві лапки |

Але у липні журнал XXL опилюднив інтерв'ю, в якому Трайс зазначив, що він не зрадить своїм принципам. Обі також сказав, що він майже закінчив альбом і також встиг попрацювати з такими продюсерами як Sixhe, детройтським Square Biz та Propane the Great, який родом з Південної Кароліни й зробив біт для його синглу «Detroit Summer».
В іншому інтерв'ю репер заявив, що він також має біти від Доктора Дре, які він отримав протягом запису Second Round's on Me, проте Обі вирішив притримати їх для Bottoms Up. Кілька разів виконавець також говорив, що він хотів би видати платівку влітку 2008 р.:
| Ліві лапки | Я хотів би випустити альбом улітку, оскільки обидва мої [попередні] релізи видано взимку [чи] восени. На мою думку, обрані мною треки, веселіші й більш літні. Я [не] хочу так довго чекати випуску альбому. Минуло три роки поки я зміг видати Second Round’s on Me [після] Cheers. Вважаю це занадто довго. | Праві лапки |

У вересні 2008 під час інтерв'ю детройтській радіостанції FM98 WJLB Обі заявив, що він очікує, що реліз платівки відбудеться у лютому 2009 на його власному лейблі Black Market Entertainment.
4 травня 2010 року Обі зазначив, Eminem досі його друг і він буде на альбомі. 24 серпня 2011 в інтерв'ю журналу XXL Трайс уточнив, що платівка міститиме 2 пісні, записані з участю Емінема: «No Turning Back» та «Friends with Enemies».
За інформацією журналу The Source, Обі переніс реліз Bottoms Up на 3 квітня 2012, щоб видати його в один день в усьому світі, у результаті чого його фани мали б змогу послухати альбом одночасно. 23 лютого 2012 р. Обі провів пряму інтернет-трансляцію для своїх фанів, під час котрої він попередньо презентував кілька треків з платівки. Репер також оприлюднив кілька уривків з майбутнього на той час мікстейпу Watch the Chrome.
За перший тиждень продано 4400 копій альбому.

## Список пісень
| #   | Назва                                  | Продюсер(и)                     | Тривалість |
| --- | -------------------------------------- | ------------------------------- | ---------- |
| 1.  | «Bottoms Up (Intro)»                   | Dr. Dre                         | 3:10       |
| 2.  | «Going Nowhere»                        | Eminem; Luis Resto (дод. прод.) | 3:45       |
| 3.  | «Dear Lord»                            | K & Square                      | 3:44       |
| 4.  | «I Pretend»                            | Coree Benton                    | 5:04       |
| 5.  | «Richard» (з участю Eminem)            | Statik Selektah                 | 3:50       |
| 6.  | «BME Up»                               | Phonix Beats                    | 3:28       |
| 7.  | «Battle Cry» (з участю Adrian Rezza)   | Lucas Rezza                     | 4:14       |
| 8.  | «Secrets»                              | K & Square                      | 3:45       |
| 9.  | «Spill My Drink»                       | NoSpeakerz                      | 4:07       |
| 10. | «Spend the Day» (з участю Drey Skonie) | NoSpeakerz                      | 3:46       |
| 11. | «Petty»                                | NoSpeakerz                      | 3:25       |
| 12. | «My Time»                              | Geno Xo                         | 3:51       |
| 13. | «Ups & Downs»                          | K & Square                      | 4:23       |
| 14. | «Hell Yeah»                            | NoSpeakerz                      | 3:23       |
| 15. | «Crazy» (з участю MC Breed)            | Witt                            | 4:23       |
| 16. | «LeBron On»                            | NoSpeakerz                      | 4:14       |

## Чартові позиції
| Чарт (2012)           | Найвища позиція |
| --------------------- | --------------- |
| US Billboard 200      | 130             |
| US Independent Albums | 14              |
| US Rap Albums         | 15              |
| US R&B/Hip-Hop Albums | 18              |